# Rue des Planches (Strasbourg)
Pour les articles homonymes, voir Rue des Planches.
La rue des Planches (en alsacien : Dielegass) est une voie de Strasbourg située dans le quartier de la Krutenau. Dans le prolongement de la rue des Poules, elle va de la rue Paul-Janet à la rue des Balayeurs, où elle rejoint la place Saint-Nicolas-aux-Ondes. 

## Origine du nom
En 1752 la voie se nommait d'abord « rue des Hiboux » (Eulengasse), en lien probable avec la présence de ces oiseaux dans un environnement champêtre. En effet la rue des Balayeurs a longtemps été habitée uniquement par des cultivateurs et des pépiniéristes et présentait quelques très grandes propriétés, morcelées ensuite. Au XVIIIe siècle le banquier Franck y possédait un vaste jardin longeant la rue des Planches à l'ouest. Vers 1580 ce jardin avait appartenu au maraîcher Jean Dill et, plus tard, à son descendant Nicolas (Claus) Dill. La corruption du patronyme Dill en Dile (ou Diele), qui signifie « planche », est à l'origine du nom de la rue.

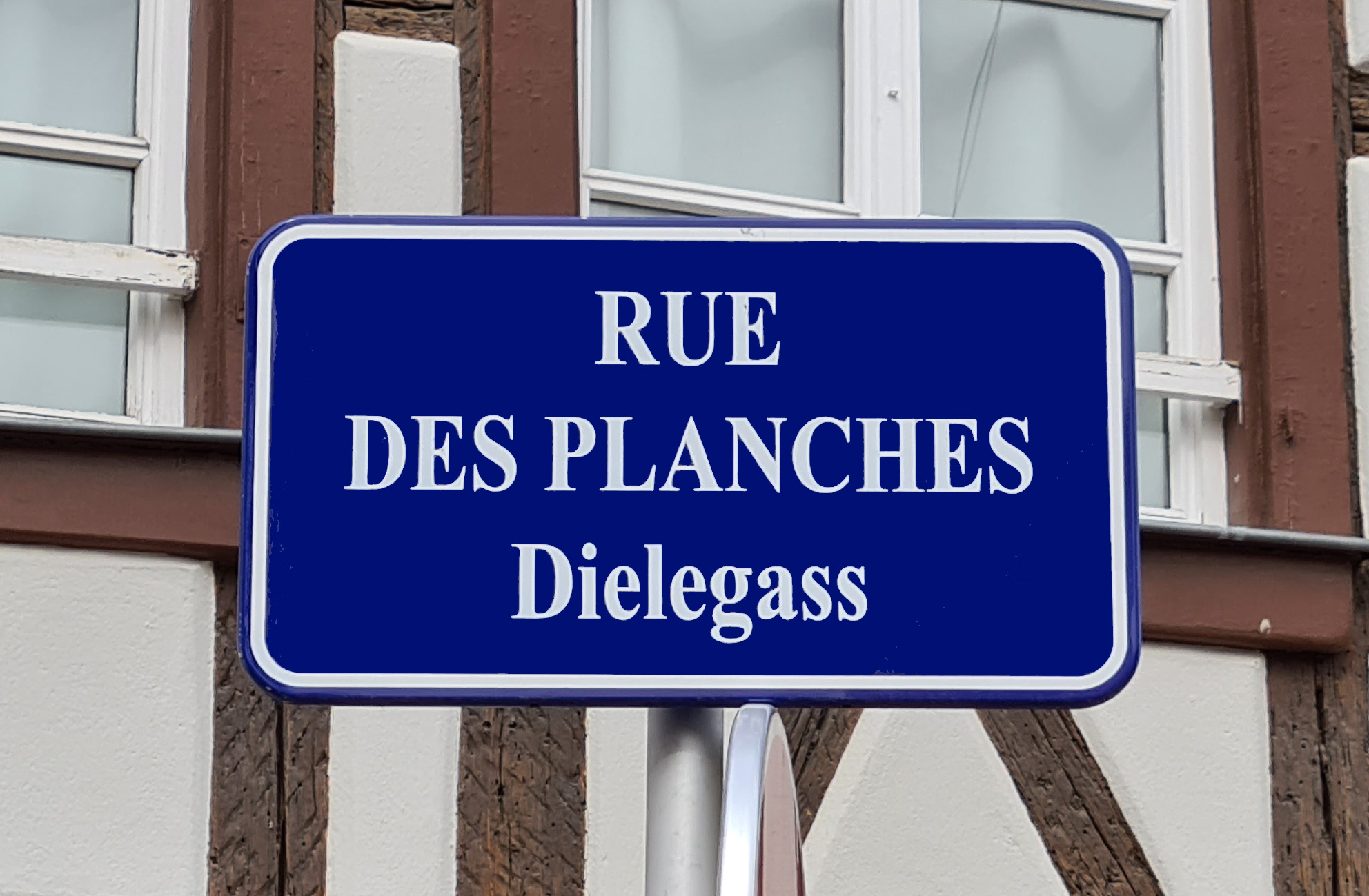
Plaque bilingue, en français et en alsacien.

La « rue des Planches » est ainsi attestée en 1792, 1920 et depuis 1945. Lors de l'occupation allemande, elle avait repris le nom Dielengasse, en 1872 et 1940.
À partir de 1995, des plaques de rues bilingues, à la fois en français et en alsacien, sont mises en place par la municipalité lorsque les noms de rue traditionnels étaient encore en usage dans le parler strasbourgeois. Le nom de la rue est ainsi sous-titré Dielegass.

## Bâtiments remarquables
La plupart des édifices datent de la fin du XIXe siècle. Le côté nord est occupé par les bâtiments d'un établissement scolaire.

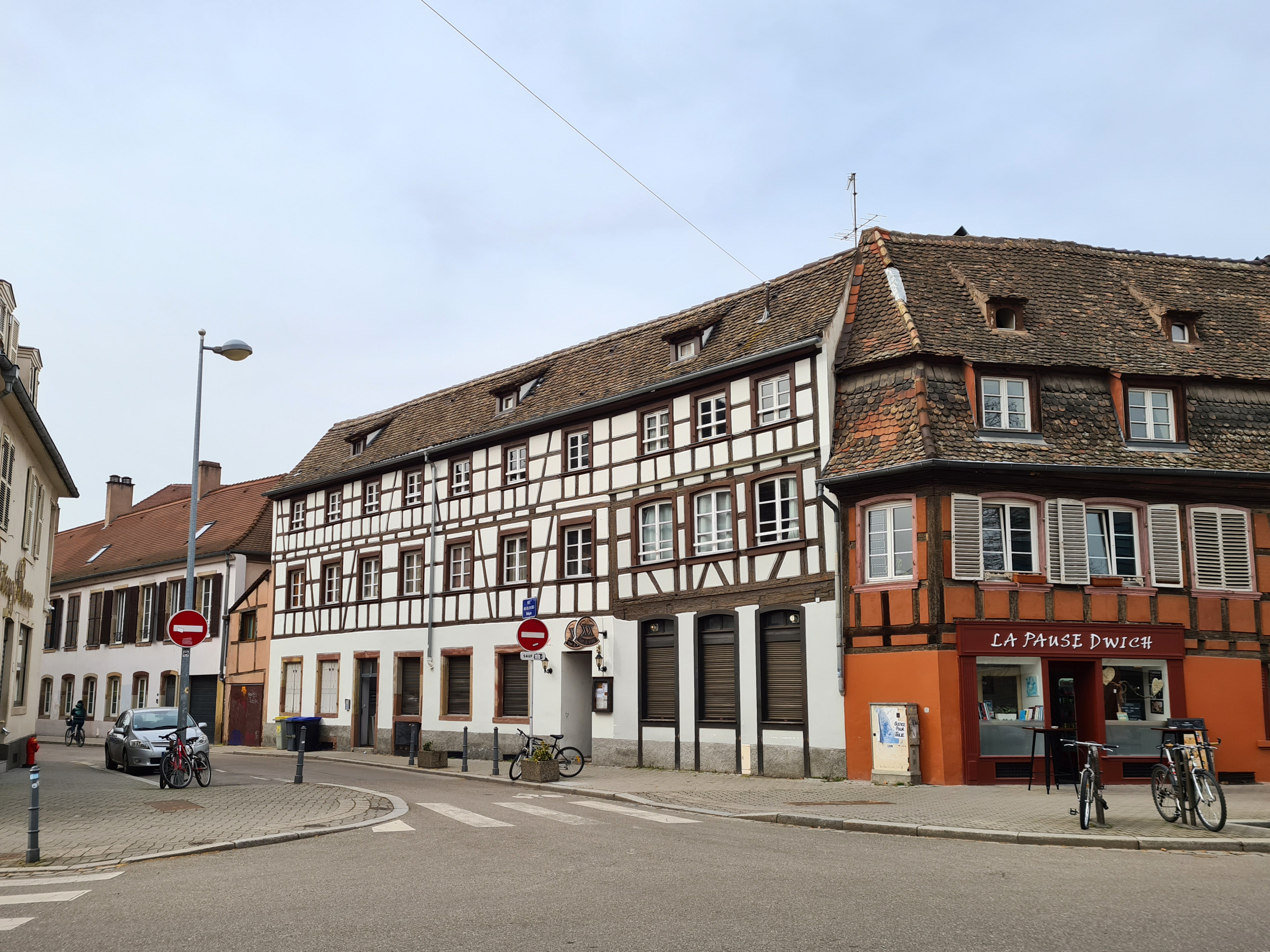
Débit de vins au no 3 (blanc), à l'angle de la rue des Balayeurs.
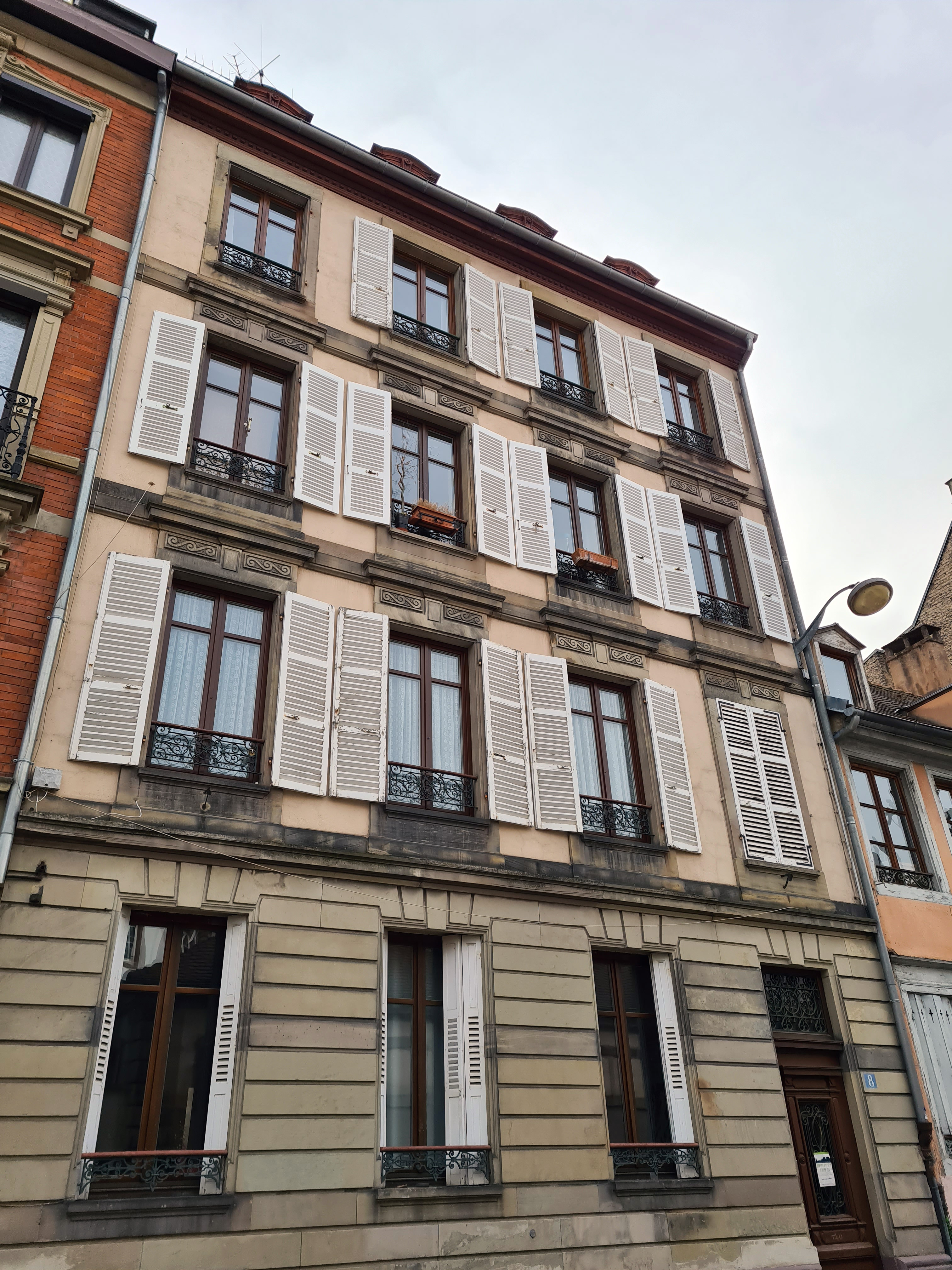
Façade du no 8.
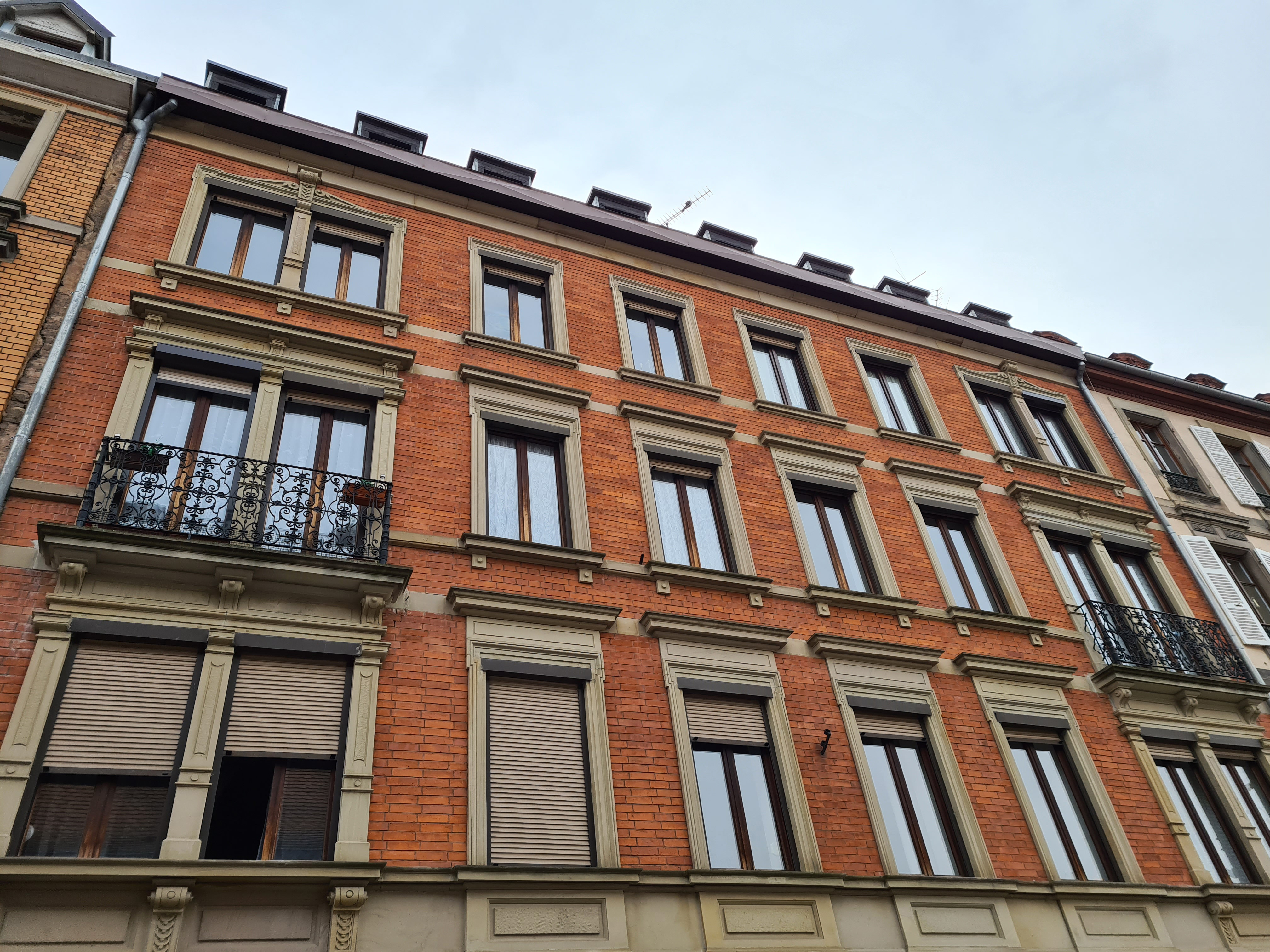
Façade du no 10.
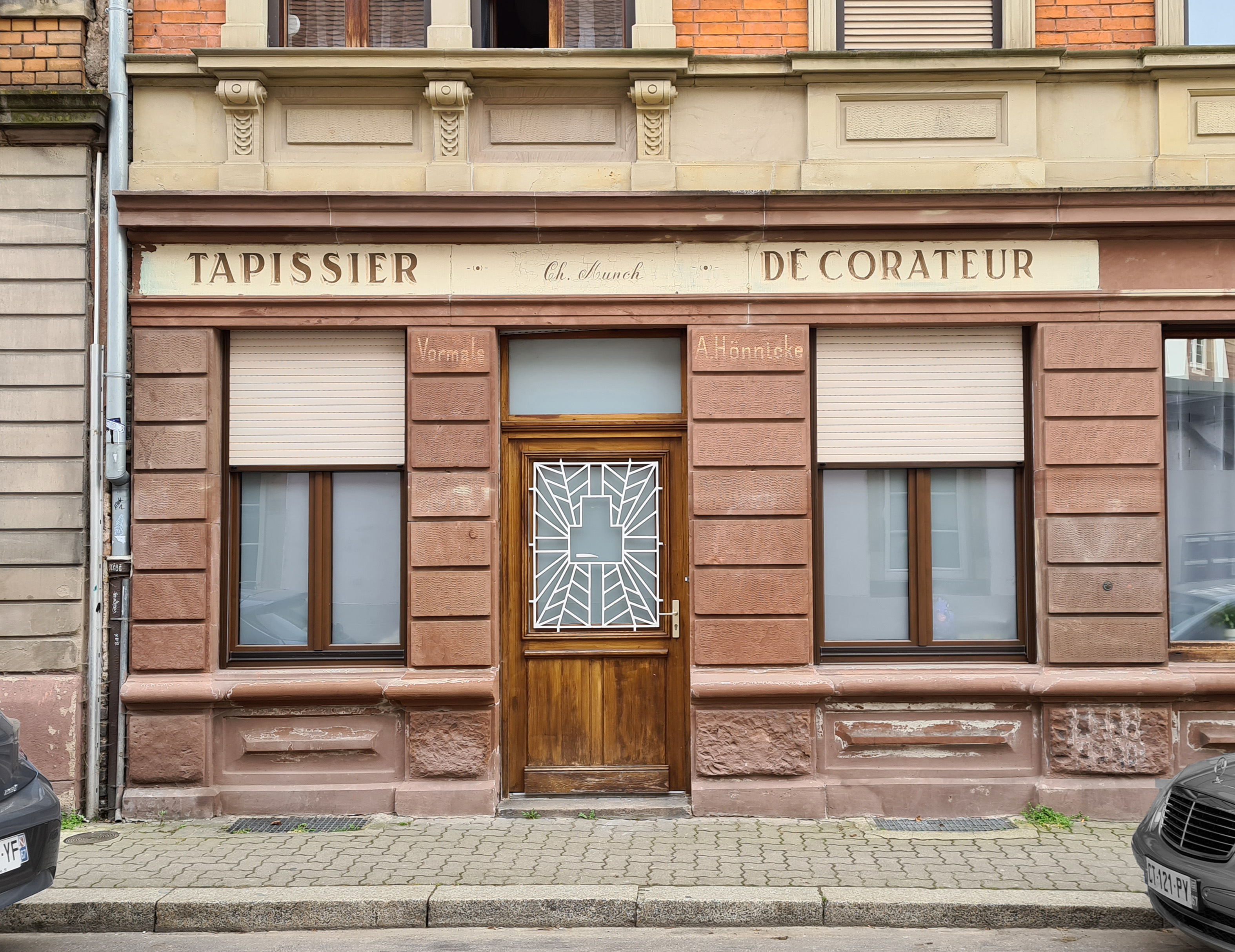
Au no 10, ancienne enseigne allemande (Vormals A. Hönnicke).
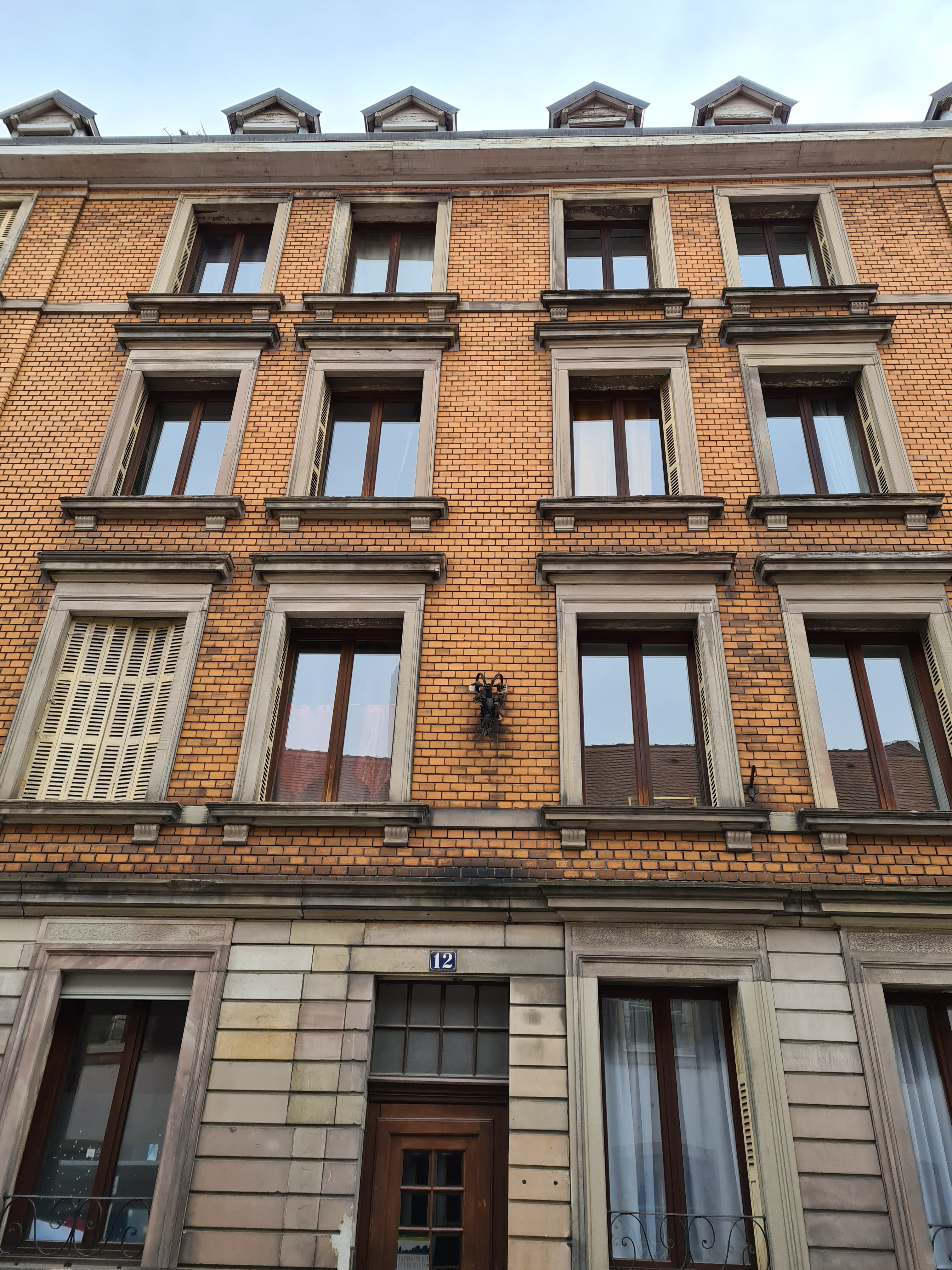
Façade du no 12.
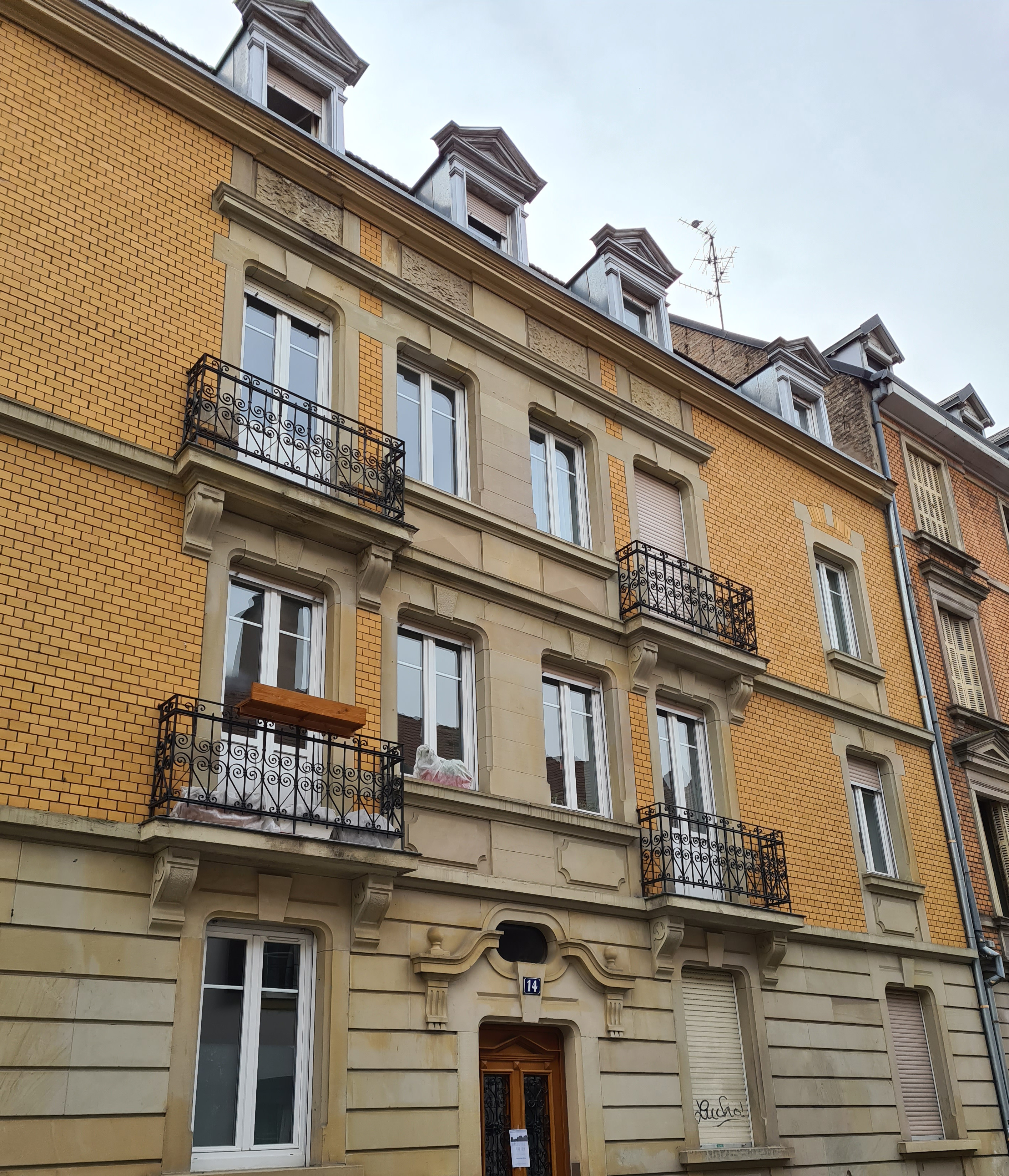
Façade du no 14.